# Reserve, Kansas
Reserve là một thành phố thuộc quận Brown, tiểu bang Kansas, Hoa Kỳ. Năm 2010, dân số của xã này là 84 người.

## Dân số
Dân số các năm:
- Năm 2000: 100 người
- Năm 2010: 84 người